# Euscaldún
| 80-100 % 50-80 % | 20-50 % 0-20 % |

Porcentaje de población vascohablante o euscaldún

Euscaldún o euskaldun (del euskera, euskaldun lit. 'el que tiene la lengua vasca') es una palabra que tanto en español como en euskera quiere decir «vascohablante» entendido como el que habla la lengua vasca independientemente de su origen. También se admite como sinónimo de «vasco». A quien habla euskera como lengua materna se le llama euskaldun zahar (literalmente, «vascohablante viejo»), mientras que quien lo ha aprendido posteriormente es denominado euskaldun berri («vascohablante nuevo»).
Etimológicamente es una unión de la palabra euskara (lengua vasca) con el sufijo -dun («que lo tiene»). En consecuencia, aquel que posee la lengua vasca es el vascohablante, sea cual sea su origen. En el País Vasco francés y en Navarra se utiliza también la variante eskualdun (en los dialectos de esas zonas, se utiliza la palabra eskuara para referirse a la lengua). En zonas de Sola (Zuberoa), el término üskualdün se utiliza sólo para los hablantes de suletino, mientras que a otros vascohablantes se les llama manex.
En sentido amplio, en euskera también se ha utilizado el término euskaldun para referirse a personas que son vascas, independientemente de que sepan y utilicen habitualmente el euskera o no. En este caso es más preciso el término euskal herritar («ciudadano vasco»): hoy en día, se emplea cada vez menos el término euskaldun para referirse a un vasco no vascohablante.
Por oposición, en euskera existe la forma erdaldun (también erdeldun, en zonas occidentales del ámbito de la lengua), que hace alusión al hablante de un idioma diferente del euskera (erdara en euskera batúa, erdera en dialectos occidentales y centrales), habitualmente el español o el francés. A la lengua que no es euskera, cualquiera que sea, se la denomina en euskera erdara, que etimológicamente podría equivaler a «lengua venida» (de erdu, «venir», y -era, «manera/modo») o bien a «cuasi lengua»,  (de erdi, «casi, medio» y -era, «manera/modo»). El hablante de erdara sería el erdaldun. El uso de la forma erdara o erdera actualmente es muy común y no tiene un sentido despectivo, como podría tenerlo el «bárbaro» romano.